# Ich will zum ESC!
Ich will zum ESC! war eine deutsche Castingshow im Dokutainment-Format, bei der ein Teilnehmer für  Eurovision Song Contest – Das deutsche Finale 2024, die deutsche Vorentscheidung zum Eurovision Song Contest 2024, bestimmt wurde. Sie wurde von Bildergarten Entertainment für die ARD Mediathek produziert und zudem im Ersten, im HR-Fernsehen, im NDR Fernsehen und im rbb Fernsehen gezeigt. Als Coaches fungierten Rea Garvey und Conchita Wurst, die Moderation des Finales übernahm Laura Karasek. Floryan gewann das Finale mit dem Lied Scars.

## Format
In den ersten fünf Episoden, die im Herbst 2023 vorproduziert wurden, stellten Rea Garvey und Conchita Wurst zunächst in zwei Castingrunden aus den Teilnehmern zwei Teams zusammen, deren Größe dann in den weiteren Folgen reduziert wurde. In der fünften Folge wählten die beiden Coaches jeweils zwei Teilnehmer aus, mit denen sie einen eigenen Song produzierten. Diese vier Beiträge traten in einer Live-Sendung im Festsaal Kreuzberg am 8. Februar 2024 gegeneinander an, bei der ein Publikumsvoting entschied, wer die Sendung gewann und am deutschen Finale teilnehmen darf. Die Dreharbeiten zum Casting fanden im RTL Audio Center Berlin, die zum Vocal Coaching im House of Music und die zur Performance im Center of Dance in Berlin statt.

## Teilnehmer
Die Teilnehmer von Ich will zum ESC! wurden von Bildergarten Entertainment aus den Bewerbern für die deutsche Vorentscheidung ausgewählt und am 6. Dezember 2023 vorgestellt.
| Teilnehmer       | Wohnort     | Alter | Ausgeschieden nach | Team          |
| ---------------- | ----------- | ----- | ------------------ | ------------- |
| Anne             | Hamburg     | 27    | –                  | Team Conchita |
| Bibiane          | Berlin      | 26    | –                  | Team Rea      |
| Florian          | Künzelsau   | 28    | –                  | Team Rea      |
| Luca             | Berlin      | 23    | –                  | Team Conchita |
| Paul             | Leipzig     | 26    | Songwriting        | Team Rea      |
| Sven             | Essen       | 34    | Songwriting        | Team Conchita |
| Béranger         | Berlin      | 32    | Performance        | Team Rea      |
| Sophie           | Berlin      | 32    | Performance        | Team Conchita |
| Christos         | Mindelheim  | 20    | Vocal Coaching     | Team Conchita |
| Esther           | Delmenhorst | 57    | Vocal Coaching     | Team Rea      |
| Apollson (Bruno) | Regensburg  | 22    | Auditions          | –             |
| Celina           | Bonn        | 22    | Auditions          | –             |
| Jamina           | Hamburg     | 19    | Auditions          | –             |
| Lyn              | Günzburg    | 38    | Auditions          | –             |
| Marie            | München     | 23    | Auditions          | –             |

## Finale

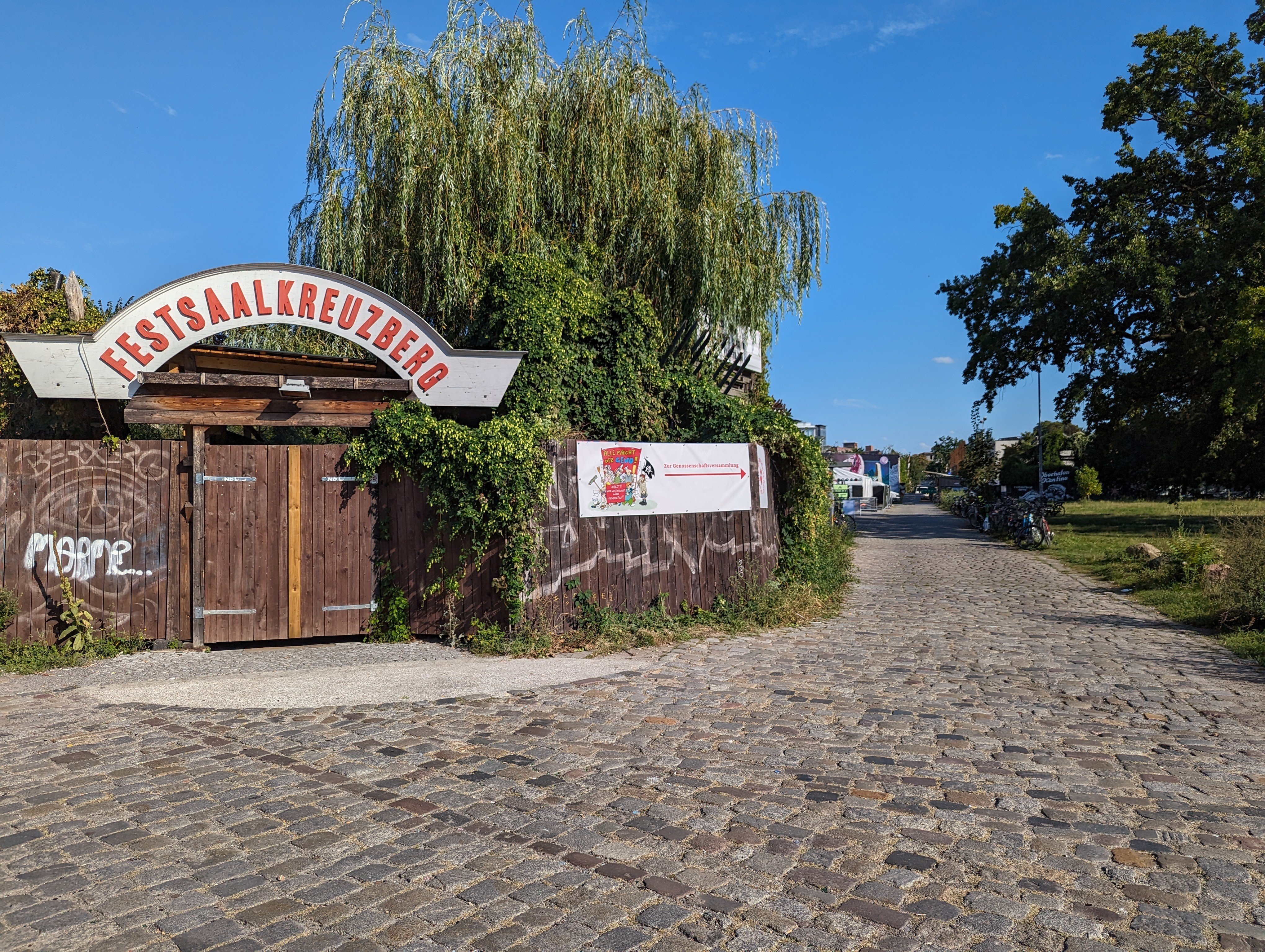
Festsaal Kreuzberg

Das Finale fand am 8. Februar 2024 um 22:00 Uhr (MEZ) im Festsaal Kreuzberg in Berlin statt. Am 7. Februar 2024 wurde bekannt, dass Bibiane Z aufgrund einer Erkrankung nicht teilnehmen können würde. Das Finale wurde im NDR Fernsehen durchschnittlich von 0,37 Millionen Zuschauern verfolgt. Beim Gesamtpublikum erzielte man einen Marktanteil von 1,9 Prozent. In der Zielgruppe der 14-49-Jährigen schalteten 60.000 Menschen ein, der Marktanteil lag hier bei 1,3 Prozent.
| Platz | Startnr. | Interpret (Realname)                | Lied Musik (M) und Text (T) | Sprache              | Übersetzung (inoffiziell)    | Stimmen                              |
| ----- | -------- | ----------------------------------- | --- | -------------------- | ---------------------------- | ------------------------------------ |
| 1.    | 2        | Floryan (Florian Rößler)            | Scars M/T: Florian Rößler, Leif Bent, Rea Garvey                                                                                     | Englisch             | Narben                       | 9.392                                |
| 2.    | 4        | Luca M. Wefes (Luca Maurizio Wefes) | Farben neuer Tage M: Sebastian Bertram, Thomas Neuwirth, Lukas Klement, Luca Maurizio Wefes; T: Thomas Neuwirth, Luca Maurizio Wefes | Deutsch, Italienisch | –                            | 8.771                                |
| 3.    | 1        | Anne Im                             | Yellow Brick Road M: Anne Im, Toby Whyle, Lukas Klement, Thomas Neuwirth; T: Sebastian Bertram, Anne Im, Thomas Neuwirth             | Englisch             | Gelbe Pflastersteinstraße    | 6.856                                |
| –     | 3        | Bibiane Z (Bibiane Zimmermann)      | Walk You Home Safe M: Claudio Mikulski; T: Bibiane Zimmermann, Malou Beling, Sara Joy Hartman                                        | Englisch             | Bring dich sicher nach Hause | Teilnahme krankheitsbedingt abgesagt |

| Startnr. | Interpret     | Anrufe                                       | Anrufe                                       | SMS                                          | SMS                                          | Onlinevoting                                 | Onlinevoting                                 | Gesamt                                       | Platz                                        |
| Startnr. | Interpret     | Platz                                        | Stimmen                                      | Platz                                        | Stimmen                                      | Platz                                        | Stimmen                                      | Gesamt                                       | Platz                                        |
| -------- | ------------- | -------------------------------------------- | -------------------------------------------- | -------------------------------------------- | -------------------------------------------- | -------------------------------------------- | -------------------------------------------- | -------------------------------------------- | -------------------------------------------- |
| 1        | Anne Im       | 3.                                           | 4.052                                        | 3.                                           | 1.910                                        | 3.                                           | 894                                          | 3.                                           | 6.856                                        |
| 2        | Floryan       | 1.                                           | 6.132                                        | 2.                                           | 2.165                                        | 2.                                           | 1.095                                        | 1.                                           | 9.392                                        |
| 3        | Bibiane Z     | Stimmen für den Beitrag wurden nicht gezählt | Stimmen für den Beitrag wurden nicht gezählt | Stimmen für den Beitrag wurden nicht gezählt | Stimmen für den Beitrag wurden nicht gezählt | Stimmen für den Beitrag wurden nicht gezählt | Stimmen für den Beitrag wurden nicht gezählt | Stimmen für den Beitrag wurden nicht gezählt | Stimmen für den Beitrag wurden nicht gezählt |
| 4        | Luca M. Wefes | 2.                                           | 5.121                                        | 1.                                           | 2.517                                        | 1.                                           | 1.133                                        | 2.                                           | 8.771                                        |

## Episodenliste
| Nr. | Titel                       | Teilnehmer                                                                   | Premiere D    | Gastjuroren                      |
| --- | --------------------------- | ---------------------------------------------------------------------------- | ------------- | -------------------------------- |
| 1 | Die Auditions: Teil 1       | Anne, Apollson, Bibiane, Christos, Esther, Jamina, Paul                      | 25. Jan. 2024 | keine                            |
| In der ersten Runde der Auditions werden die ersten sieben Teilnehmer vorgestellt. Bei den Auditions hat jeder Teilnehmer 90 Sekunden Zeit die Coaches für sich zu gewinnen. Die weiterkommenden Teilnehmer werden dabei entweder Teil des Team von Conchita Wurst oder von Rea Garvey und erhalten dabei eine Trophäe in der Optik des Eurovision-Herzens. Apollson (Bruno) und Jamina scheiden aus. |                             |                                                                              |               |                                  |
| 2 | Die Auditions: Teil 2       | Béranger, Celina, Luca, Lyn, Marie, Sophie, Sven                             | 25. Jan. 2024 | keine                            |
| Als letzte Entscheidung der ersten Episode kommt Esther eine Runde weiter. In der zweiten Runde der Auditions werden weitere sieben Teilnehmer vorgestellt. Bei den Auditions hat jeder Teilnehmer 90 Sekunden Zeit, die Coaches für sich zu gewinnen. Die weiterkommenden Teilnehmer werden dabei entweder Teil des Teams von Conchita Wurst oder des von Rea Garvey und erhalten dabei eine Trophäe in der Optik des Eurovision-Herzens. Celina und Marie scheiden aus. |                             |                                                                              |               |                                  |
| 3 | Das Vocal Coaching          | Anne, Béranger, Bibiane, Christos, Esther, Florian, Luca, Paul, Sophie, Sven | 25. Jan. 2024 | Katrin Mickiewicz, Yvonne Ambrée |
| Zu Beginn wird das Ausscheiden Lyns verkündet. Florian wird als letzter Teilnehmer vorgestellt. Danach arbeiten die Teilnehmer in Zweier- und Dreierteams mit den Gastjurorinnen Ambrée und Mickiewicz beim Vocal Coaching zusammen. Wurst, Garvey und die Gastjurorinnen haben dabei für die Teams je einen Song für das Minikonzert ausgesucht. Nach dem Konzert entscheiden sich Garvey und Wurst gegen je einen Teilnehmer. Dieser gelangt nicht in die nächste Runde. Ausgewählte Songs: - Dancing on My Own, vorgetragen Bibiane und Florian - Take Me to Church, vorgetragen von Christos und Sven - Time After Time, vorgetragen von Anne, Luca, Sophie - You Get What You Give, vorgetragen von Béranger, Esther und Paul |                             |                                                                              |               |                                  |
| 4 | Performance ist alles!      | Anne, Béranger, Bibiane, Florian, Luca, Paul, Sophie, Sven                   | 30. Jan. 2024 | Nikeata Thompson                 |
| Zu Beginn verkündet Wurst das Ausscheiden von Christos. Es folgt der Auftritt von Béranger, Esther und Paul. Am Ende entscheidet sich Garvey gegen Esther. Danach wird zusammen mit der Gastjurorin Thompson an der Performance der verbliebenen acht Teilnehmer im Rahmen der "Lip-Sync-Challenge" gearbeitet. Hierfür erhielten die Teilnehmer im Vorfeld den Songtext ihres jeweiligen Song. In 30-sekündigen Videos produzieren die Teilnehmer gemeinsam mit Thompson jeweils ein Handyvideo, indem sie zum jeweiligen Song als Playback den Gesang imitieren. Erneut entscheiden Garvey und Wurst über das Weiterkommen der Teilnehmer. Garvey entscheidet sich gegen Béranger. Ausgewählte Songs: - Can’t Stop, Performance von Florian - Karma, Performance von Sophie - Maniac, Performance von Béranger - Roller, Performance von Sven - Running Up That Hill, Performance von Bibiane - Sex on Fire, Performance von Paul - Think About Things, Performance von Luca - Wildberry Lillet, Performance von Anne |                             |                                                                              |               |                                  |
| 5 | Das Song Writing            | Anne, Bibiane, Florian, Luca, Paul, Sven                                     | 1. Feb. 2024  | keine                            |
| Vor den Aufnahmen im Tonstudio wird die Entscheidung von Wurst gezeigt: Sie entscheidet sich gegen Sophie. Garvey und Wurst treffen im Tonstudio ihre Teilnehmer. Gemeinsam wird eine Grundlage für den eigenen Song der Teilnehmer erarbeitet. Beide Juroren entscheiden, welche zwei Teilnehmer ihres Teams jeweils in das Finale einziehen werden. Paul und Sven scheiden aus. |                             |                                                                              |               |                                  |
| 6 | Die große Live-Entscheidung | Anne, Bibiane, Florian, Luca                                                 | 8. Feb. 2024  | keine                            |
| Im Live-Finale präsentieren nach der Absage von Bibiane drei Teilnehmer ihre Songs dem Fernsehpublikum (zwei Teilnehmer aus dem Team von Conchita Wurst und einer aus dem Team von Rea Garvey). Das Publikum stimmt über den Teilnehmer ab, der einen Finalplatz für die deutsche Vorentscheidung am 16. Februar 2024 erhält. |                             |                                                                              |               |                                  |

### Ausstrahlung im linearen Fernsehen
Nach der Veröffentlichung in der ARD-Mediathek wurden die fünf vorproduzierten Ausgaben der Sendung im linearen Fernsehen im Ersten, im HR-Fernsehen und im rbb Fernsehen gezeigt. Das Finale wurde live im NDR Fernsehen und der ARD-Mediathek gezeigt.
| Folge | Folgentitel                 | Ausstrahlungstermin | Ausstrahlungstermin | Ausstrahlungstermin | Ausstrahlungstermin | Ausstrahlungstermin |
| Folge | Folgentitel                 | Das Erste           | hr Fernsehen        | NDR Fernsehen       | rbb Fernsehen       |                     |
| ----- | --------------------------- | ------------------- | ------------------- | ------------------- | ------------------- | ------------------- |
| 1     | Die Auditions: Teil 1       | 27. Januar 2024     | 29. Januar 2024     | –                   | 15. Februar 2024    |                     |
| 2     | Die Auditions: Teil 2       | 27. Januar 2024     | 30. Januar 2024     | –                   | 15. Februar 2024    |                     |
| 3     | Das Vocal Coaching          | 03. Februar 2024    | 06. Februar 2024    | –                   | 15. Februar 2024    |                     |
| 4     | Performance ist alles!      | 04. Februar 2024    | 06. Februar 2024    | –                   | 15. Februar 2024    |                     |
| 5     | Das Song Writing            | 04. Februar 2024    | 06. Februar 2024    | –                   | 15. Februar 2024    |                     |
| 6     | Die große Live-Entscheidung | –                   | –                   | 08. Februar 2024    | –                   |                     |